# Schlosshotel Blankenburg

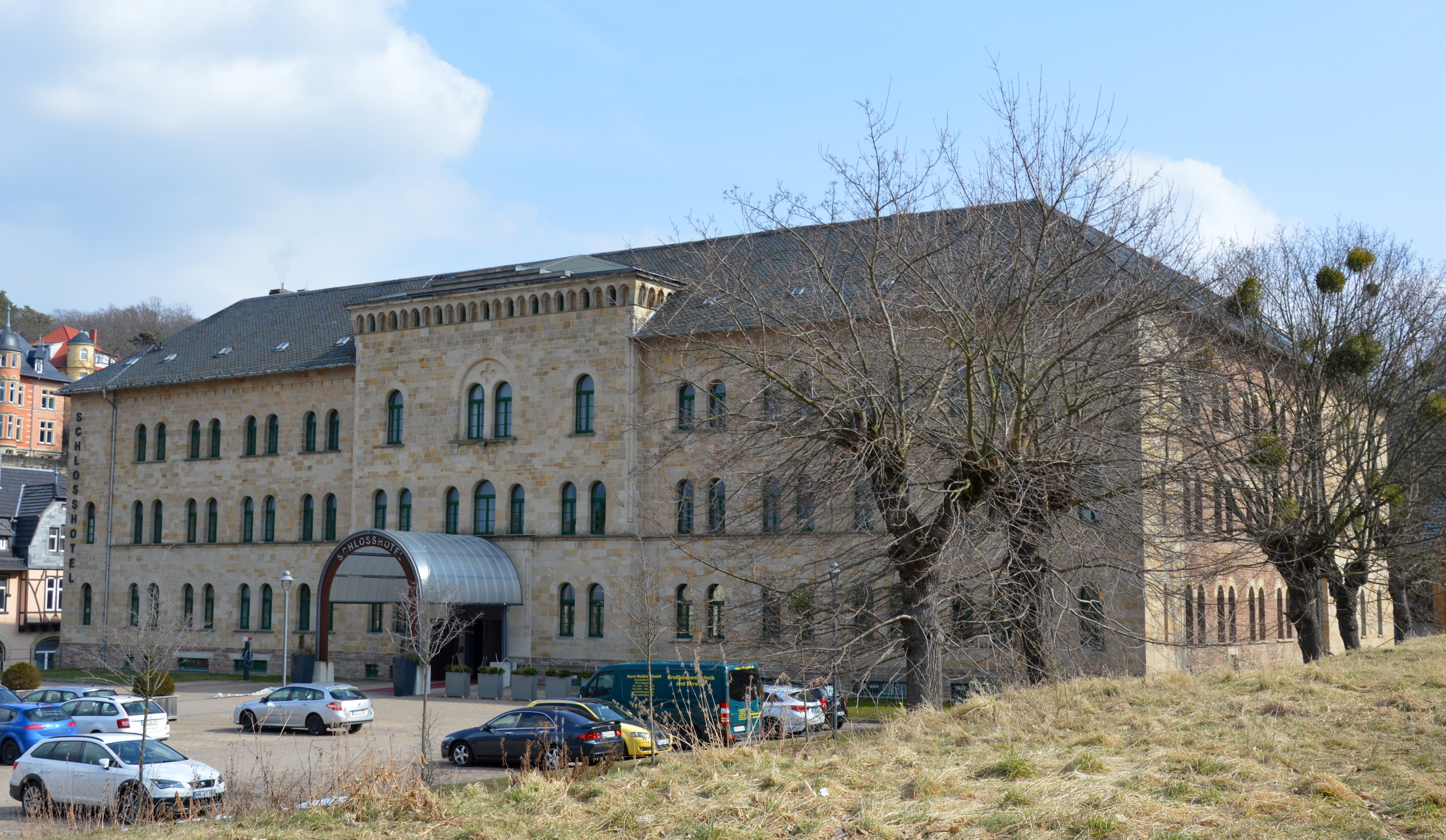
Schlosshotel Blankenburg, 2018

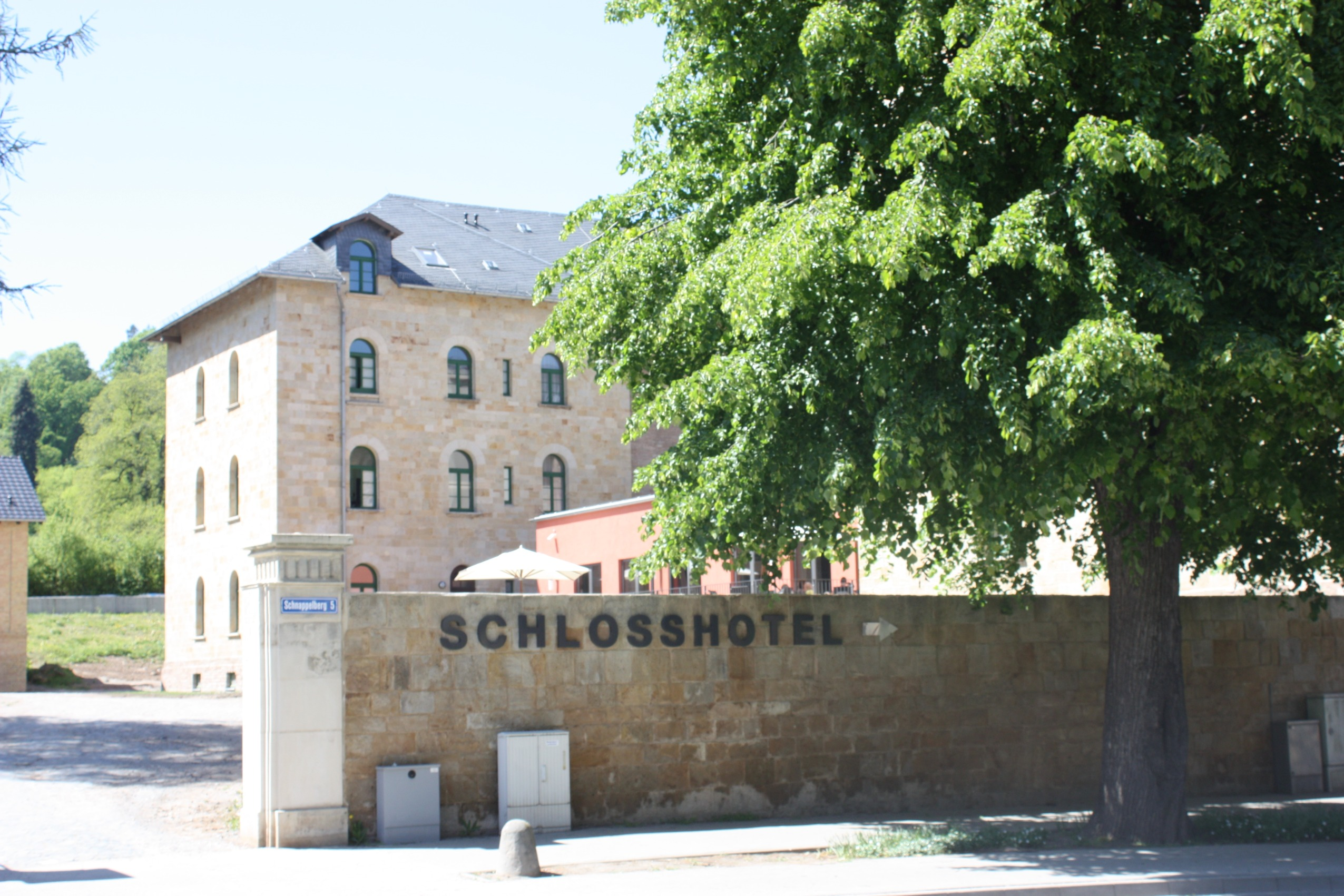
Einfahrt im Jahr 2011

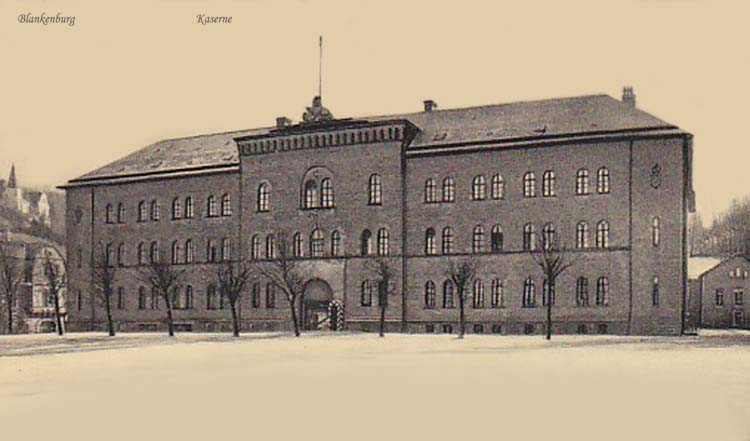
Kaserne Blankenburg

Das Schlosshotel Blankenburg ist ein denkmalgeschütztes Hotel in der Stadt Blankenburg (Harz) in Sachsen-Anhalt.

## Lage
Es befindet sich südöstlich der Blankenburger Altstadt an der Adresse Schnappelberg 5. Nördlich befindet sich das Kleine Schloss und der Schlosspark.

## Architektur und Geschichte
Das heutige Schlosshotel wurde 1859 als Schlosskaserne errichtet. Zuvor befand sich an dieser Stelle die in der Tuchherstellung tätige Grätzel’sche Fabrik. Geleitet wurde der Bau von Kreisbaumeister Carl Heinrich Frühling (1807–1893). In der Kaserne waren die zum Leibbataillon des braunschweigischen Infanterieregiments gehörenden „Schwarzen Jäger“ untergebracht.
Es entstand ein dreigeschossiger, schlicht gestalteter Bau mit Mittelrisalit und in Gruppen angelegten Rundbogenfenstern. Am Giebel befand sich ein aus Zinkblech getriebener liegender Löwe, der jedoch 1946 entfernt wurde. Bis zum Ende des 19. Jahrhunderts wurde der Komplex um eine Exerzierhalle und ein Lazarett an der Hasselfelder Straße erweitert. 1918 endete die Nutzung als Kaserne zunächst. Ab 1926 wurde sie als Wohngebäude und ab 1933 als Geländesportschule genutzt. 1935 erfolgte dann bis 1945 wieder eine Kasernennutzung durch die Wehrmacht. In der Nachkriegszeit wurden Vertriebene untergebracht. Auch später wurden Teile als Wohnungen genutzt. Im Übrigen war eine Baufachschule untergebracht, die jedoch nach der politischen Wende des Jahres 1989 aufgelöst wurde. Später erfolgte ein Umbau zum Hotel.
Im örtlichen Denkmalverzeichnis ist die Kaserne unter der Erfassungsnummer 094 00664 als Baudenkmal verzeichnet.